# Herodikos
Herodikos eller Herodikos från Selymbria var en grekisk gymnastiklärare och sjukgymnast på 400-talet före Kristus. Herodikos drev en gymnastisk skola som hade gott anseende men hans sjukgymnastiska verksamhet i form av behandlande övningar ansågs dock av många väl hårda; exempelvis skulle feber botas med fysisk verksamhet såsom brottning. Läkekonstens fader Hippokrates var under en tid elev hos Herodikos men kom att ta en annan väg. 
Herodikos och hans elever bildade en särskild grupp behandlare som i sitt samarbete med och motsatsförhållande till den hippokratiska läkekonsten kan ses som en föregångare till sjukgymnastiken. Kombinationen av gymnastik och sjukgymnastik delas även av sentida efterföljare som Pehr Henrik Ling.